# Pasar Rebo (Dżakarta Wschodnia)
Pasar Rebo  – dzielnica Dżakarty Wschodniej. 

## Podział
W skład dzielnicy wchodzi pięć gmin (kelurahan):
- Pekayon – kod pocztowy 13710
- Kampung Gedong – kod pocztowy 13760
- Cijantung – kod pocztowy 13770
- Kampung Baru – kod pocztowy 13780
- Kalisari – kod pocztowy 13790